# Cerro Tololo Inter-American Observatory
Koordinaten: 30° 10′ 9″ S, 70° 48′ 21″ W
Das Cerro Tololo Inter-American Observatory (CTIO) ist ein Komplex von astronomischen Teleskopen und Instrumenten, am Cerro Tololo, ungefähr 80 km östlich von La Serena in Chile auf einer Höhe von 2200 Meter. Der IAU-Code des CTIO ist 807.
Der Komplex ist Teil des National Optical-Infrared Astronomy Research Laboratory (NOIRLab) gemeinsam mit dem Kitt-Peak-Nationalobservatorium (KPNO) in Tucson, Arizona. 

## Teleskope

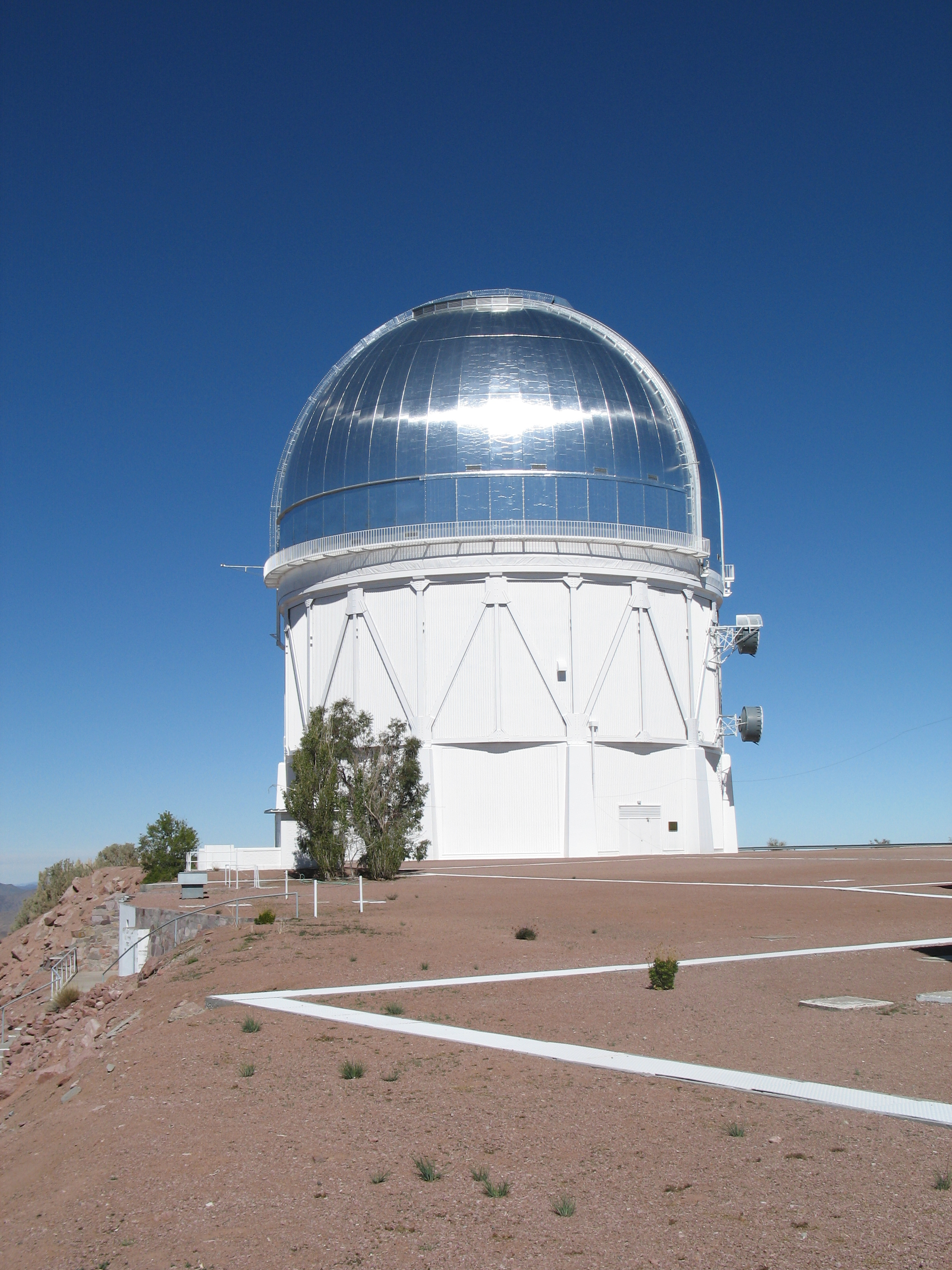
4m-Victor M. Blanco Teleskop

Das Observatorium verfügt über eine Reihe von Spiegelteleskopen. Das Hauptinstrument auf dem Cerro Tololo ist das 
- Victor M. Blanco Teleskop mit 4 m Öffnungsweite. Instrumente, die für dieses Teleskop bereitstehen, sind:
  - 8K-Bildsensor,
  - Hydra-CTIO Spektrograf, mit dem bis zu 138 Objekte gleichzeitig untersucht werden können,
  - und ein klassischer R-C Spektrograf.

Daneben gibt es einige kleinere Teleskope, die sogenannten „Smarts“. Geordnet nach dem Durchmesser des Hauptspiegels sind dies:
- 1,5 m, an das der „CPAPIR“, ein Weitfeld IR Bildsensor, oder ein R-C (Cassegrain) Spektrograf angebunden werden kann,
- 1,3 m, mit „ANDICAM“ (Bildsensor für gleichzeitige Aufnahmen im Sichtbarem und Infrarotem),
- 1,0 m, mit einem 4K-Bildsensor für sichtbares Licht und
- 0,9 m, mit einem 2K-Bildsensor für sichtbares Licht.

Auch beherbergt es ein Teleskop des KMTNet mit einer Apertur von 1,6 m und das sogenannte Curtis-Schmidt-Telescope mit einer Apertur von 61 cm.
Auf dem 10 km entfernten, rund 500 Meter höheren Cerro Pachòn (Koordinaten: 30° 13′ 0″ S, 70° 43′ 0″ W
) befindet sich das
- 4,1 m Southern Astrophysical Research (SOAR) telescope, und eines der zwei
- 8,1 m Gemini-Teleskope.

## Forschungsprojekte
Das Victor M. Blanco Teleskop ist das primäre Forschungsinstrument des Dark Energy Survey, ein Projekt zur Erforschung der Dunklen Energie.
First Light der DECam (Dark Energy Camera) war am 12. September 2012.

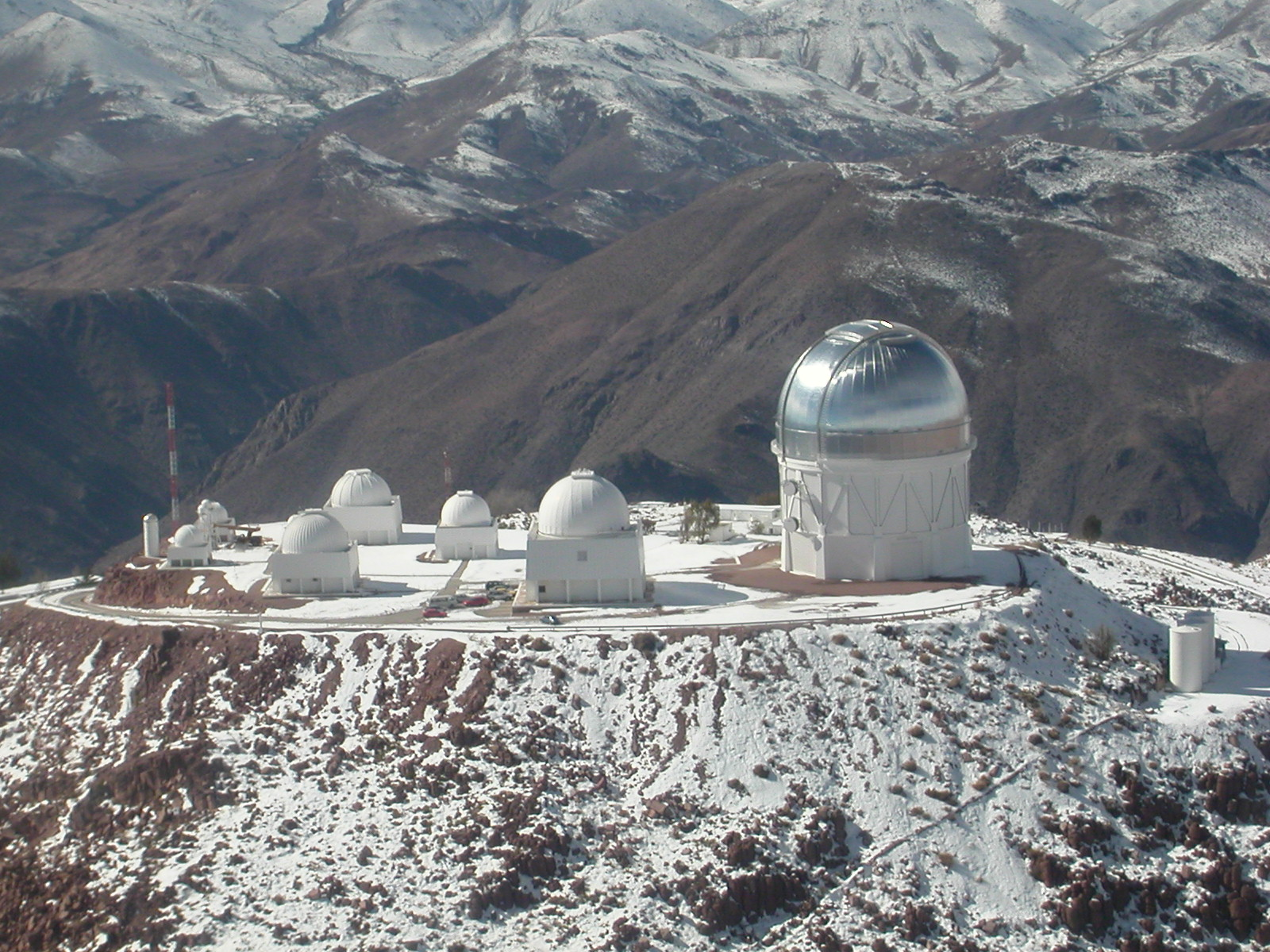
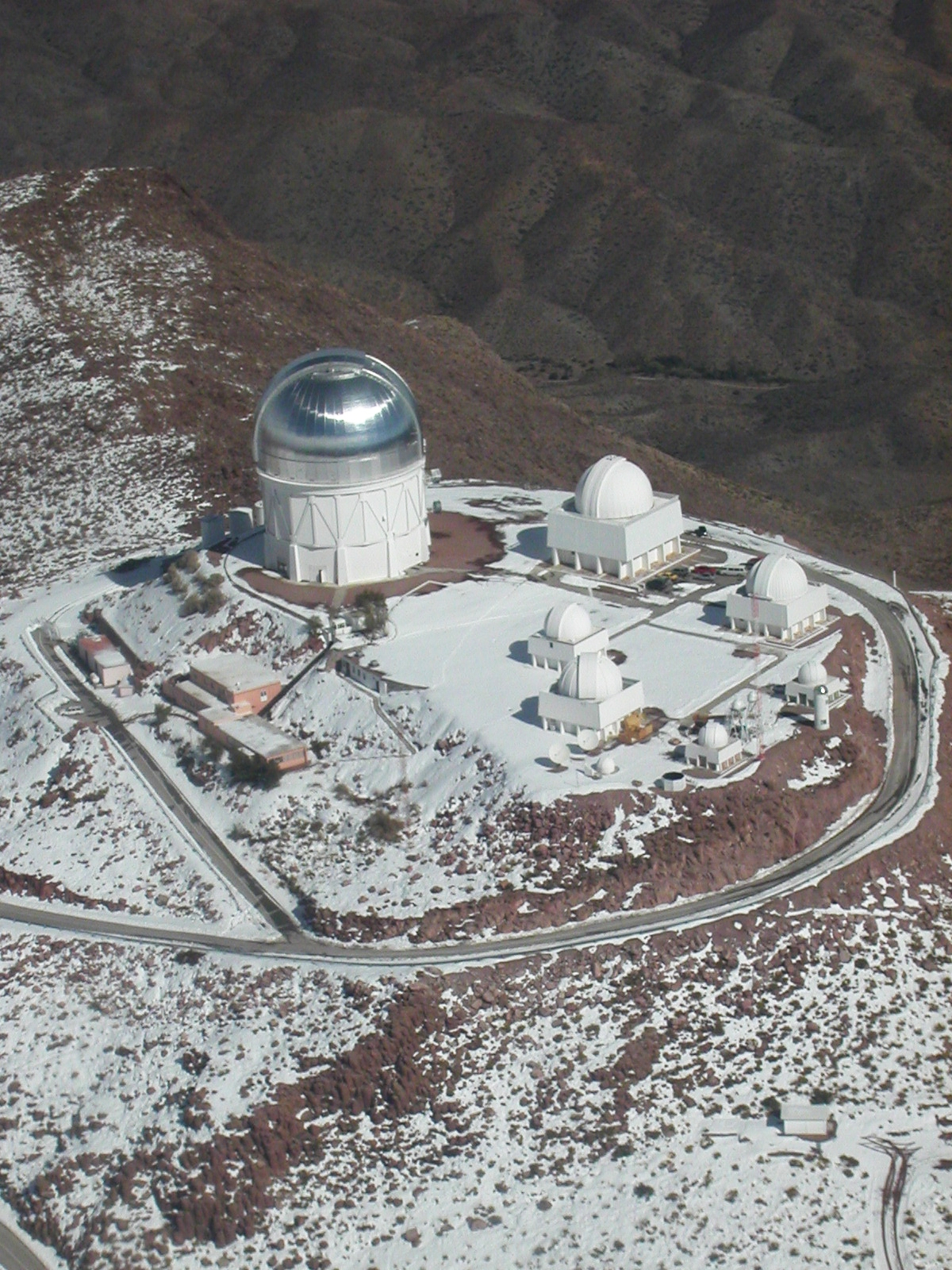
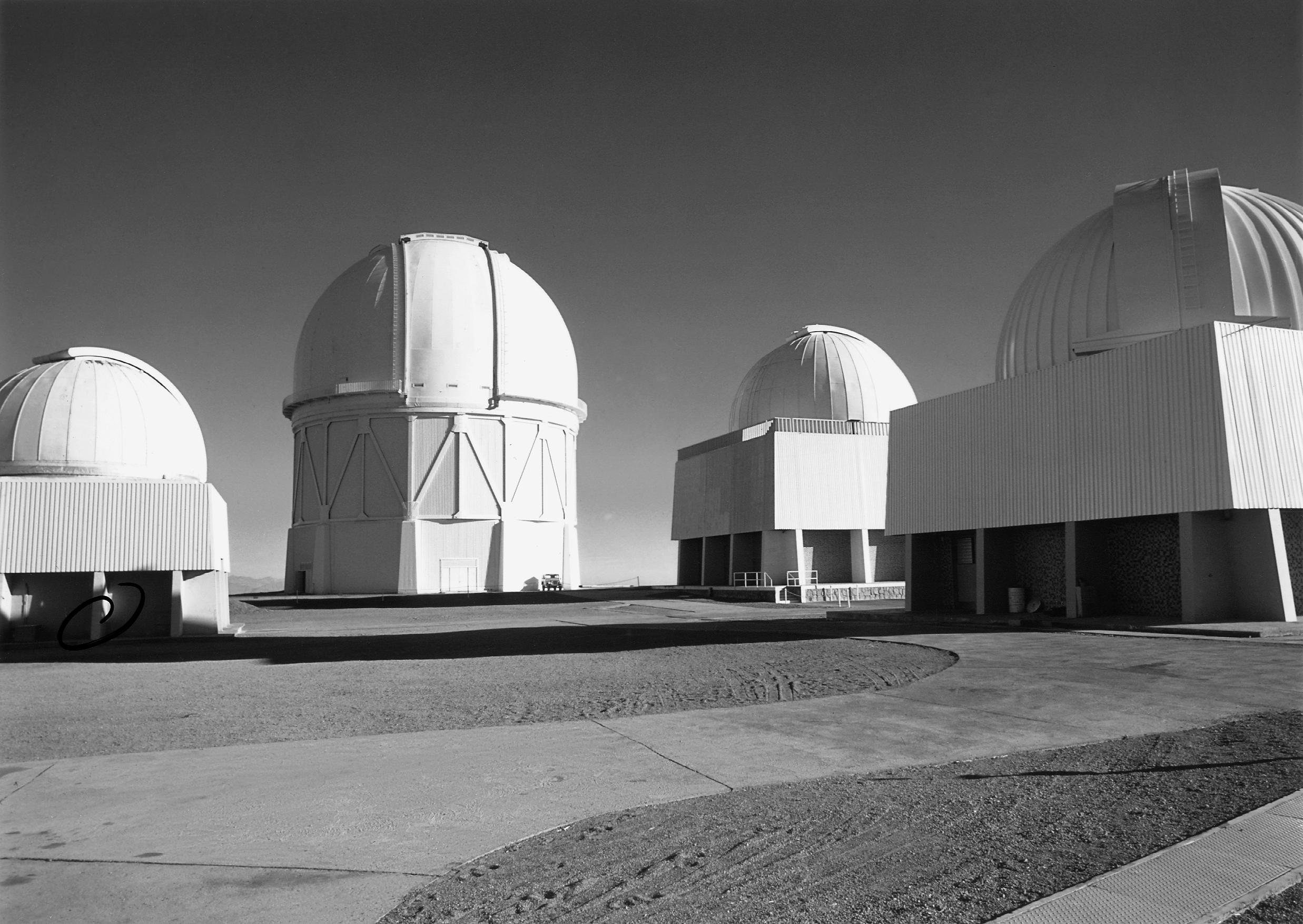